# 港湾都市

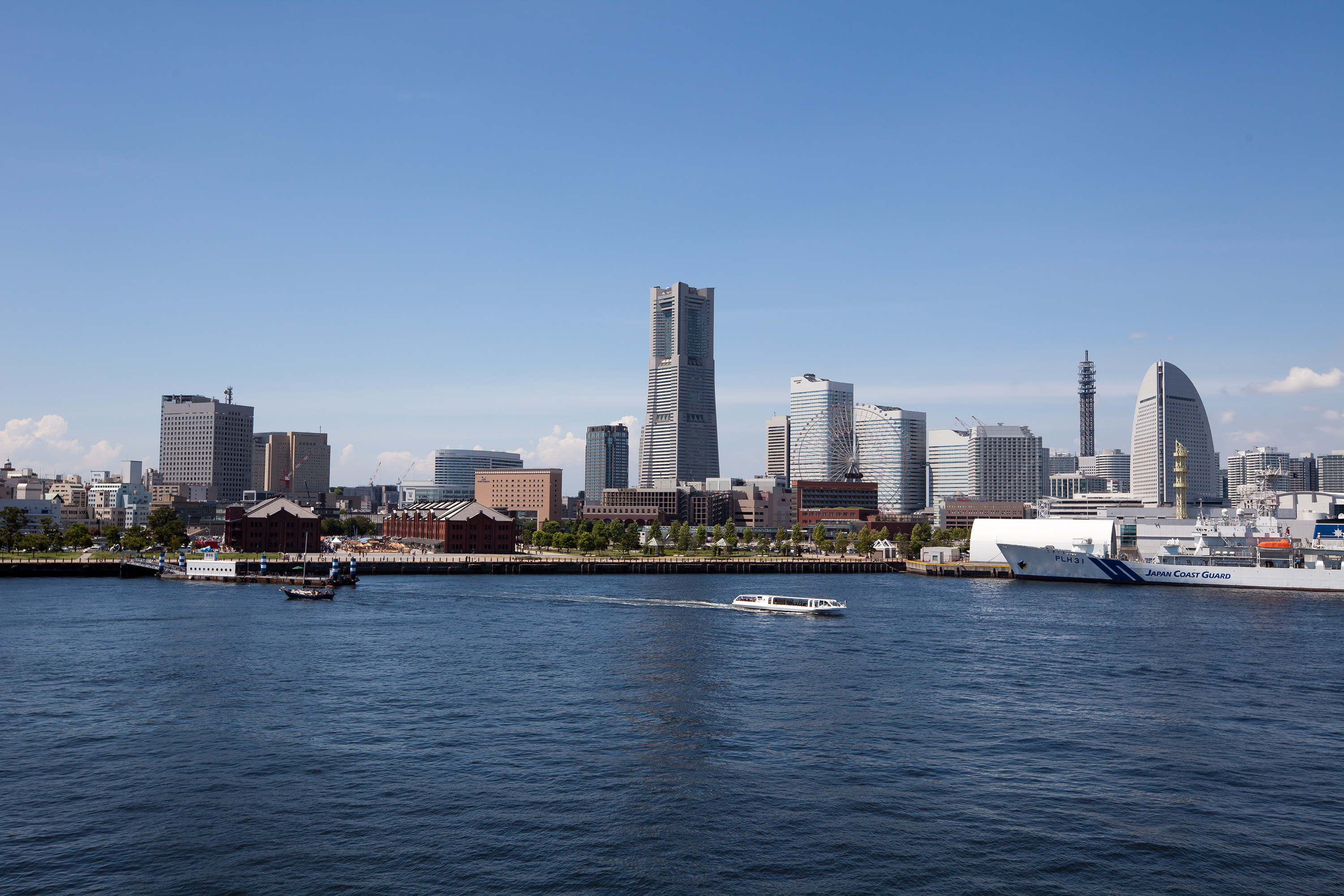
日本の代表的な港湾都市の横浜市

港湾都市（こうわんとし, 英語: port city, ドイツ語: Hafenstadt）は、人や物の流れすなわち旅客や物流を担う交通が、陸上と水上との間で転換する地点に形成された都市。舟運に適した海岸・湖岸・河岸において、陸上生活者と水上生活者の両方あるいはどちらか一方によって都市化が進む。流通拠点として発達すれば、陸上と陸上、あるいは、水上と水上とをも結ぶ港湾ともなる。港町（みなとまち）または港都（こうと）とも呼ばれる。

## 概要
古代に繁栄した都市の多くが河川や海沿いにあったことからも水域と文明の関係はきわめて重要であることがわかる。古代世界では多くの場合、陸上交通より水上交通のほうが移動速度が速く大量輸送が可能であった。そのため、海や河川、湖に面した船舶の停泊に適した陸地に人々が集住し、内陸方面と水上方面とを結ぶ交易市場として発達した。そうした集落は都市へと成長して港湾都市と呼ばれるようになった。港湾都市の形成されることが多い場所には、入り江や河口付近、岬付近などが挙げられる。港の周辺の水域で海産物を捕獲することができれば、港は漁港としての役割を果たした。
古代から中世にかけての港湾や港湾都市は、いわゆる「天然の良港」と呼ばれる地形を活かした自然発生的なものが多いのに対し、近世以降になると、埋め立てや掘り込みなどの土木技術を用い、埠頭を中心に港湾建設がきわめて大規模かつ緻密に設計されたものが出てきた。後背地が商業都市や工業地帯である場合は港湾は貿易港や工業港としての機能を有し、軍事都市や軍事基地・軍事工場である場合は軍港としての機能を有した。
現代においては、港湾が狭い意味での港としての機能を果たすだけではなく、ウォーターフロント開発や、後背地開発を中心に、市民生活や経済における役割を拡大させ、機能が多様化している。近年は、英米におけるロンドンやサンフランシスコのように、港湾機能の大半を失いながらも、市民による文化・芸術・観光・情報発信等、港湾都市機能を多様な形で展開している港湾都市も少なくない。日本においては、多くの都道府県庁所在地が江戸時代以前からの城下町に由来しているのに対して、横浜市や神戸市、新潟市、長崎市のように大規模な港町は、その都道府県の最大都市かつ県庁所在都市にまで発展した。
船舶の大型化に伴い、天然の良港（水深がある、荒天時の碇泊場所がある）を持った歴史的な港湾都市が見直され、再興を果たしている。
典型的な港湾都市に、人口は15万人前後ながら世界的に重要な位置を占めるアメリカ合衆国のジョージア州サバンナやサウスカロライナ州チャールストン、ワシントン州タコマ、カリフォルニア州ロングビーチや中国の寧波市、青島市、厦門市、煙台市、日照市などがある。

## 参考資料
- 北見俊郎著、喜多村昌次郎・北見俊郎編　『港湾都市』　港湾研究シリーズ（9）、成山堂書店、1993年
- 田中豊治著　『ヴェーバー都市論の射程』　岩波書店、1986年
  - 大東文化大学経済学会経済論集に掲載された田中豊治各論文